# Callopora deseadensis
Callopora deseadensis är en mossdjursart som beskrevs av Lopez Gappa 1981. Callopora deseadensis ingår i släktet Callopora och familjen Calloporidae. Inga underarter finns listade i Catalogue of Life.